# 角田義一
角田 義一（つのだ ぎいち、1937年〈昭和12年〉6月9日 - 2024年（令和6年）2月23日）は、日本の政治家、弁護士。位階は従三位、勲章は旭日大綬章。
参議院議員（3期）、参議院副議長（第25代）、法務政務次官（村山内閣）、群馬県議会議員（3期）、民主党群馬県連会長、立憲民主党群馬県連最高顧問などを務めた。

## 来歴
群馬県勢多郡赤城村生まれ。弁護士角田儀平治の子。群馬県立前橋高等学校から京都大学法学部に進み、1962年卒業。同年司法試験合格。司法修習を経て父同様弁護士となる。
1973年、群馬県議会議員選挙に日本社会党公認で立候補し初当選。県議会では「県情報公開条例」の制定や「県央処理場設置問題」の調停などに取り組む。県議3期目の1983年6月、第13回参議院議員通常選挙に群馬県選挙区から日本社会党公認で立候補するも落選。1984年には群馬県知事選挙に日本社会党推薦・無所属で立候補するも落選。1986年の第14回参議院議員通常選挙に日本社会党公認で再び立候補するも落選。
1989年の第15回参議院議員通常選挙に三たび立候補し初当選。参議院予算委員会理事、議院運営委員会理事、党総務局長などを歴任した。1994年、村山内閣で法務政務次官を務めた。1995年の第17回参議院議員通常選挙に日本社会党公認で立候補し再選。
1997年6月19日、社会民主党を離党。同日に旧民主党に入党した。
同年6月22日、旧民主党の群馬県支部である「民主党群馬」の中島政希が民主党群馬の代表を退任し、角田が新代表に就任した。
1998年、（新）民主党の結成に参加。民主党群馬県連では会長となった。
2000年には参議院民主党・新緑風会幹事長に就任。
2001年には第19回参議院議員通常選挙に民主党公認で立候補し3選、民主党参議院議員会長となった。
2004年、参議院副議長に就任した。
2006年6月28日、前橋市内で記者会見を開き、次期参院選には出馬せず国政を引退する意向を正式に表明した。
2007年1月、角田の闇献金疑惑が浮上し、1月26日に参議院副議長職の辞任願を扇千景参議院議長に提出。1月30日に副議長を辞任（詳細は#闇献金疑惑と参院副議長辞任を参照）。
第21回参議院議員通常選挙には立候補せず、国政を引退。民主党は角田の後継公認候補を擁立せず、国民新党の福田晃治を推薦したが、改選数が2から1に減らされていたため、自民党の山本一太に大差で敗れた。国政引退後は地元で弁護士活動を続けている。
2009年4月29日、旭日大綬章を受章した。
2016年12月に北朝鮮の下部組織の金剛山歌劇団の2016年千秋楽が行われた群馬県高崎市での公演を弁護士として観賞した後に、団員の在日朝鮮人（在日韓国人ではない）らに最後に『熱い一言』を与えて鼓舞した。
2017年9月28日の民進党両院議員総会で希望の党への事実上の合流方針が了承されたことを受け、9月30日夜に宮崎岳志が前橋市内で開催した宮崎の支持者向けの緊急集会に民進党群馬県総支部常任顧問として参加し、希望の党代表の小池百合子東京都知事を「緑のタヌキの下で党がまとまるのか」などと批判する持論を展開した。角田はこの集会で「私は殺されても希望の党には行かない！」「タヌキは戦争大賛成」などと希望の党や小池百合子への激しい批判を繰り返した。
2018年2月、旧・立憲民主党に参加するために民進党群馬県総支部に離党届を提出。同年4月15日に旧・立憲民主党群馬県連合の最高顧問に就任した。2020年10月4日、新・立憲民主党の群馬県総支部連合会（群馬県連）が設立され、その最高顧問に就任した。
2023年4月の群馬県議選で日本維新の会が県内で初の議席を獲得したことを受けて、立民県連最高顧問の角田は同月11日、「政治理念が違う」として立民県連は維新の会とは一切連携しないよう県連会長の後藤克己県議に要請した。
2024年2月23日21時32分、病気のため前橋市内の病院で死去した。86歳没。死没日付をもって従三位に叙された。

## 政策・主張・人物
- 国会では白髪を振り乱し論戦を挑む姿から「ホワイトタイガー」の異名で呼ばれた。
- 1999年、国旗及び国歌に関する法律案の参議院本会議における採決で反対票を投じた[23]。
- 2005年1月の参議院本会議で、副議長として「散会」と言うべきところ「解散」と言い間違えたことがある（参議院には解散はない）[24]。
- 民主党群馬県連内では2006年以降、角田を筆頭とする県連内旧社会党系グループと石関貴史衆院議員を筆頭とする県連内保守系グループの間で内部対立が続いた[25]。
- 群馬県高崎市の群馬の森公園にある朝鮮人労働者追悼碑を守る会共同代表[26]。2014年4月、群馬県に対して、この碑を公園から撤去すれば国際問題になる、と強硬に申し入れをした[26][注 3]。
- 2016年12月に北朝鮮の下部組織の群馬県高崎市での講演に、団員の在日朝鮮人を応援しに行くなど親北の思想を持っている[11]。
- 妻の寿（とし）は京都大学時代に下宿していた大家の娘で、同志社大学を卒業して京都高島屋で初の外国人通訳として勤務していた（2017年死去）
- 2017年の民進党と希望の党の合流を「（希望への合流は）民進党を支えてきた人に対する最大の背信行為だ」などと批判した[29][30]。
- 中核派が繰り広げた渋谷暴動事件で警察官1人を殺害したとして、1987年に無期懲役が確定した星野文昭[31]の仮釈放を求めて同受刑者への支援を続けてきた（星野は2019年に死去）[32][33]。

## 不祥事

### 国民年金未納問題
2004年に政治家の年金未納問題がクローズアップされた際、党内調査により7年11ヶ月間の国民年金の未納が発覚した。

### 闇献金疑惑と参院副議長辞任
2007年1月16日頃から、2001年参院選挙において角田の選挙対策本部が政治資金収支報告書に記載しなかった個人･企業・団体からの献金が約2517万円に上るとの疑惑が報道され始めた。角田の選対本部が作ったとされる内部帳簿がマスコミ各社に流出。同帳簿には個人や企業・団体から「陣中見舞い」等の名目で総額約2517万円の収入があったと記されていた。しかし、角田の政治団体や当時角田が会長を務めていた民主党群馬県連の政治資金収支報告書等にはこれらの収入が記載されておらず、資金が裏金化された疑いがあった。さらに、朝鮮総連系の商工会（150万円）やパチンコ業者（10万円）から計160万円の献金があったとの記載もあり、政治資金規正法によって禁止されている外国人からの献金を受けていた疑いも持たれるに至った。
流出した内部帳簿に記載された種々の献金が事実であることを示唆する関係者らの証言も存在した。
1月18日、民主党群馬県連関係者が新聞の取材に対して、同党群馬県連は全国的にみても旧社会党の時代から朝鮮総連との関係が深かったことを指摘した。
2001年当時の民主党群馬県連の事務局長で選対本部の会計責任者でもあった人物が1月22日の会見で、記載漏れの有無については当時の資料が保存されておらず分からないなどと述べた。角田本人は翌23日の会見で、陣中見舞いの処理は県連に全て任せており自分は関与していなかったため「それ以上のことは答えられない」と述べ、副議長職に留まる意向を示した。民主党内では疑惑に対する十分な説明がなされていないとの意見が根強く、副議長辞任は不可避の情勢となった。
1月26日、扇千景参議院議長に副議長職の辞任願を提出。同日の記者会見で、参議院副議長の職に留まることは国会全体の運営に影響すると辞任理由を述べた。1月30日、辞任願が許可され副議長職を辞任。
副議長辞任後も、角田や群馬県連から明確な説明が行われることはなかったが、党本部は4月24日に角田を厳重注意処分とすることで問題の幕引きを行った。

## 選挙歴
| 当落 | 選挙                     | 執行日         | 選挙区       | 政党       | 得票数     | 得票率 | 定数 | 得票順位 /候補者数 | 政党内比例順位 /政党当選者数 |
| ---- | ------------------------ | -------------- | ------------ | ---------- | ---------- | ------ | ---- | ------------------ | ---------------------------- |
| 落   | 第13回参議院議員通常選挙 | 1983年06月26日 | 群馬県選挙区 | 日本社会党 | 25万9896票 | 29.81% | 2    | 3/4                | /                            |
| 落   | 第14回参議院議員通常選挙 | 1986年07月06日 | 群馬県選挙区 | 日本社会党 | 30万2159票 | 28.55% | 2    | 3/4                | /                            |
| 当   | 第15回参議院議員通常選挙 | 1989年07月23日 | 群馬県選挙区 | 日本社会党 | 44万2897票 | 44.94% | 2    | 1/7                | /                            |
| 当   | 第17回参議院議員通常選挙 | 1995年07月23日 | 群馬県選挙区 | 日本社会党 | 21万4713票 | 27.26% | 2    | 2/4                | /                            |
| 当   | 第19回参議院議員通常選挙 | 2001年07月29日 | 群馬県選挙区 | 民主党     | 25万203票  | 27.82% | 2    | 2/5                | /                            |